# Baojun 560
Baojun 560 — компактный кроссовер, выпускавшийся с 2015 по 2018 год подразделением Baojun совместного предприятия SAIC-GM-Wuling.

## Описание
Baojun 560 оснащён 1,8-литровым рядным четырёхцилиндровым бензиновым двигателем LJ479QNE2 в паре с пятиступенчатой механической, шестиступенчатой механической или пятиступенчатой полуавтоматической трансмиссией. В 2017 году в моторную гамму был добавлен 1,5-литровый рядный четырёхцилиндровый турбодвигатель Daewoo S-TEC мощностью 110 кВт (150 л. с.) в паре с шестиступенчатой трансмиссией с двумя сцеплениями.
Продажи Baojun 560 начались в июле 2015 года на китайском рынке. Ценовой диапазон варьировался от 80000 до 100000 юаней. В 2018 году преемником стал Baojun 530.

## Технические характеристики[3]
|                                | 1.5T                     | 1.8                       |
| ------------------------------ | ------------------------ | ------------------------- |
| Годы производства              | 07.2015—03.2018          | 07.2015—08.2017           |
| Характеристики двигателя       |                          |                           |
| Тип                            | Бензиновый двигатель     | Бензиновый двигатель      |
| Конфигурация                   | I4                       | I4                        |
| Наддув                         | Турбонаддув              | —                         |
| Впрыск                         | Непосредственный         | Непосредственный          |
| Степень сжатия                 | —                        | 10:1                      |
| Объём                          | 1451 см³                 | 1798 см³                  |
| Мощность при об/мин            | 110 кВт (150 л. с.)/5500 | 101 кВт (137 л. с.) /5600 |
| Крутящий момент при об/мин     | 230 Н⋅м/2000—3800        | 186 Н⋅м/3600—4000         |
| Динамические характеристики    |                          |                           |
| Привод                         | Передний                 | Передний                  |
| Трансмиссия                    | 6-скор. МКПП             | 5-скор. МКПП              |
| Трансмиссия (опционально)      | (6-скор. DCT)            | (5-скор. ПАКП)            |
| Массогабаритные характеристики |                          |                           |
| Расход топлива (л/100 км)      | 6,8 л                    | 7,4 л                     |
| Объём бака                     | 52 л                     | 52 л                      |

## Галерея

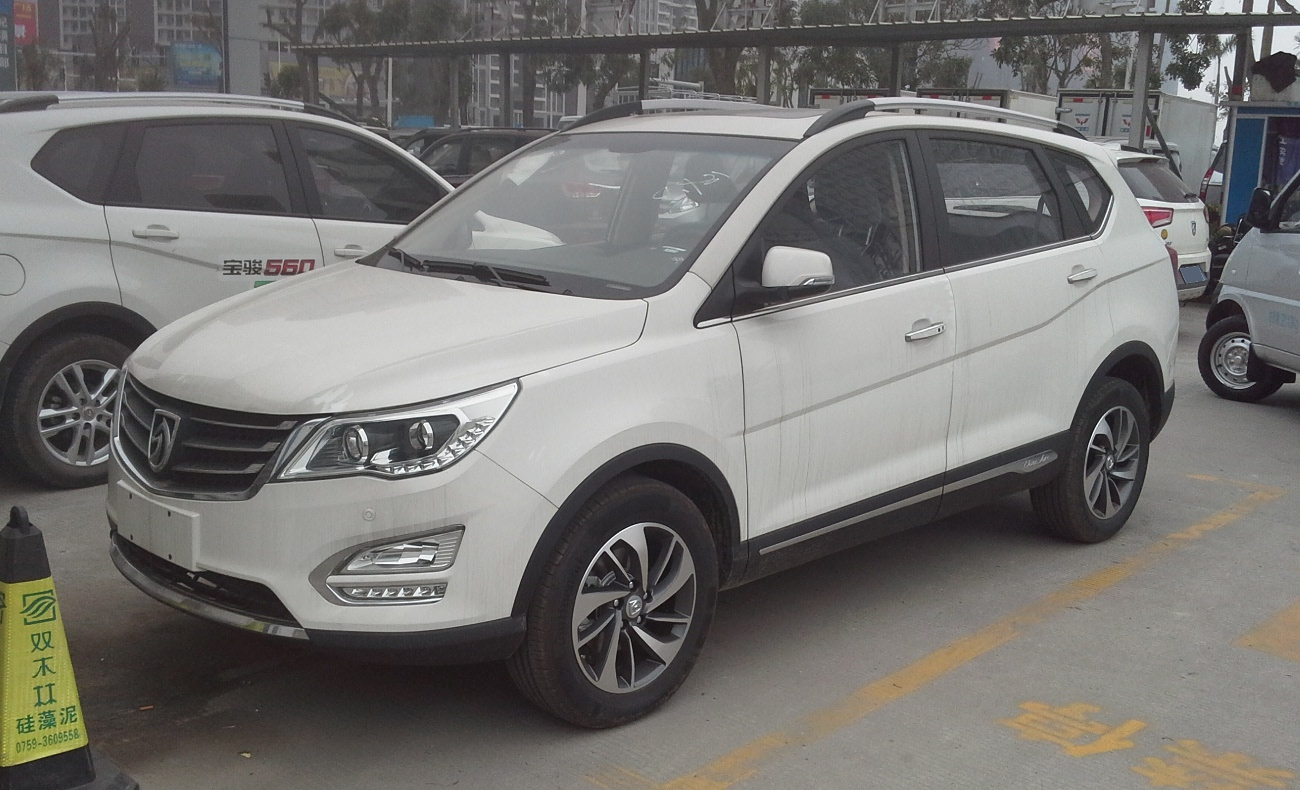
Baojun 560 с высоким уровнем комплектации
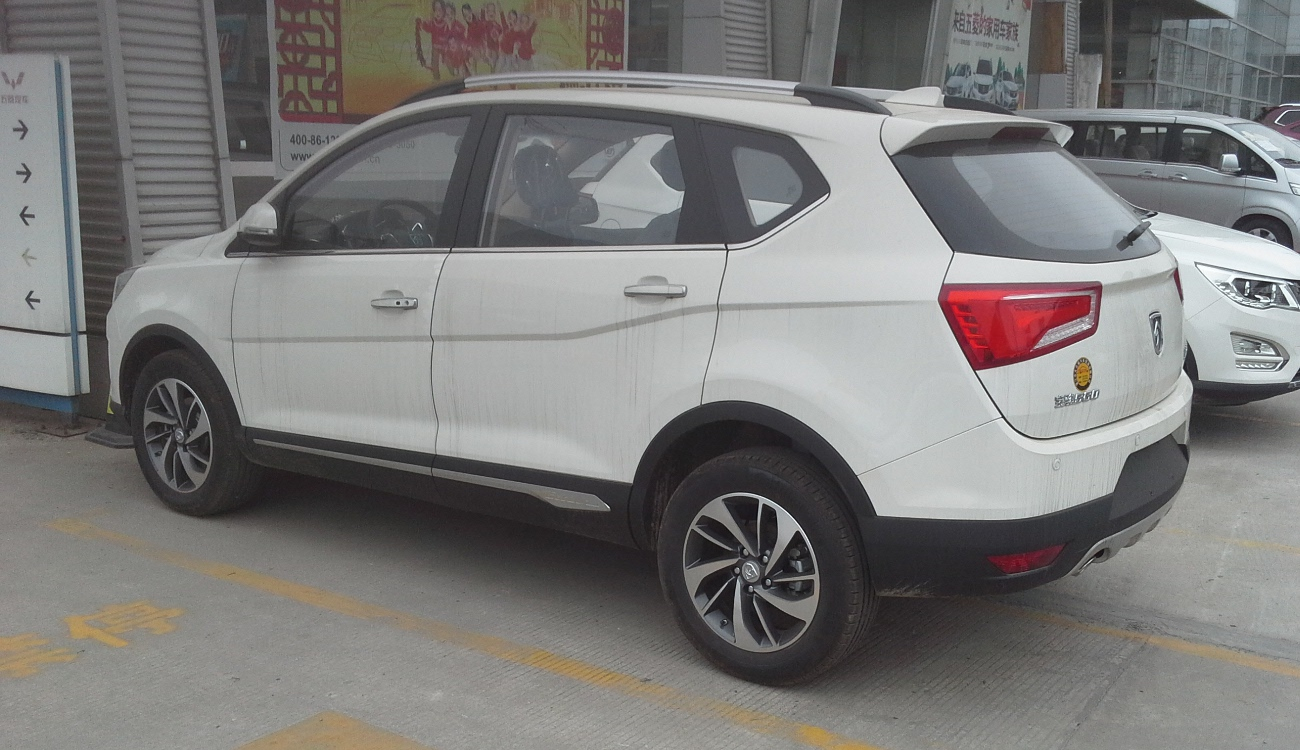
Baojun 560 с высоким уровнем комплектации
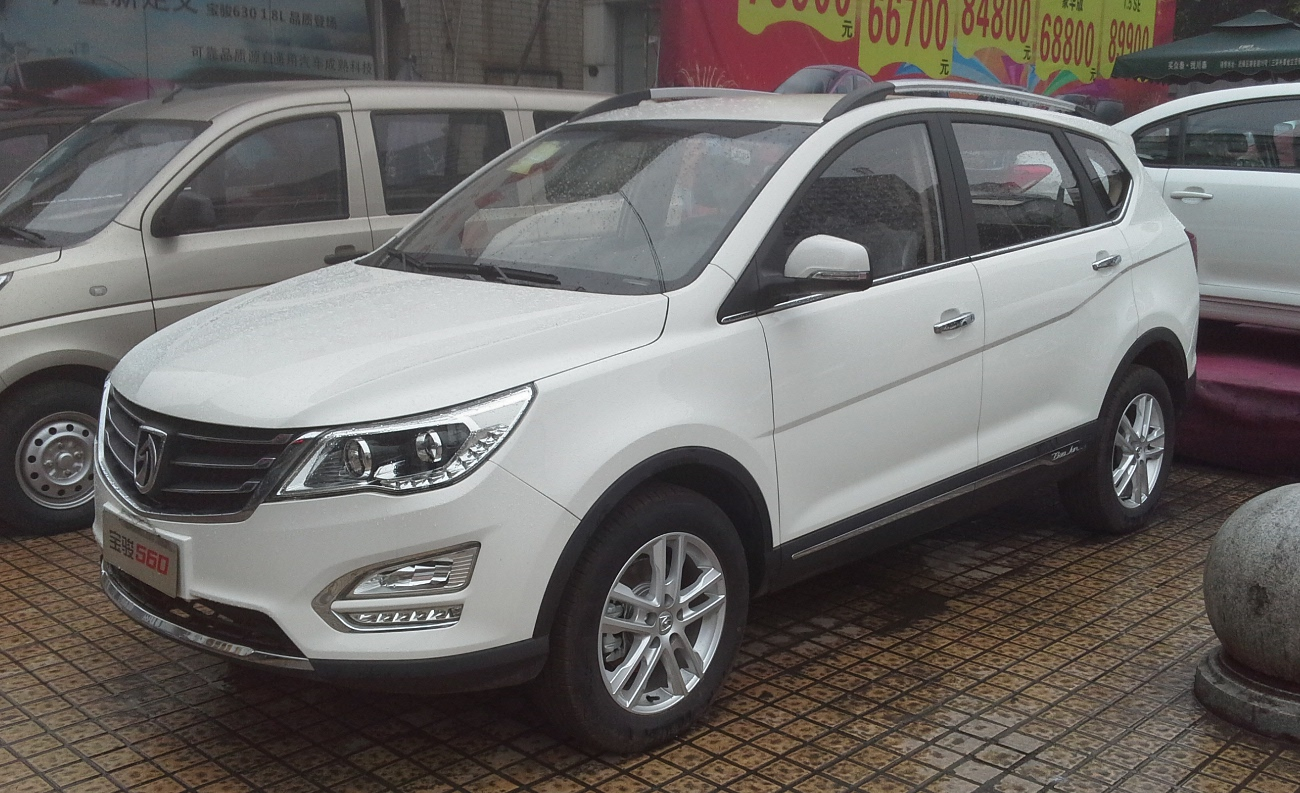
Baojun 560 с низким уровнем комплектации
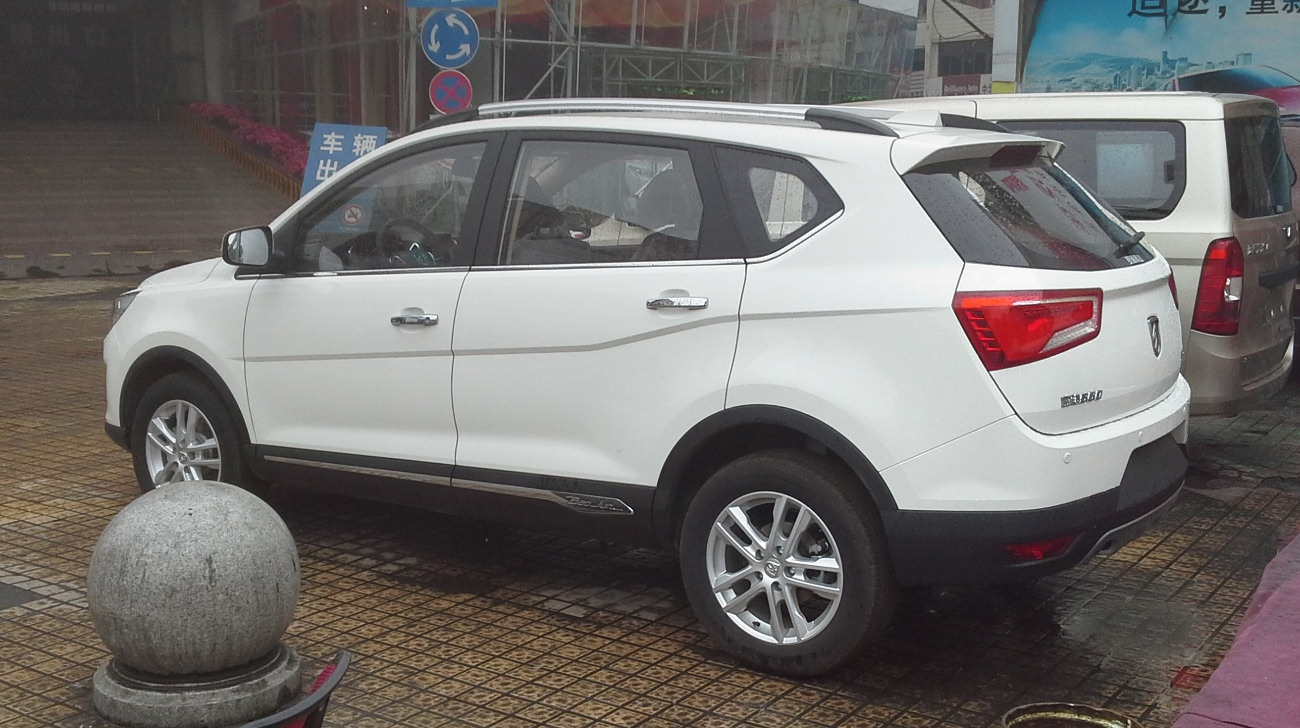
Baojun 560 с низким уровнем комплектации